# Người Lao Động (báo)
Người Lao Động là một nhật báo trực thuộc Thành ủy Thành phố Hồ Chí Minh được thành lập chính thức vào ngày 28 tháng 7 năm 1975. Tiền thân của ấn phẩm trong thế kỷ 20 là Báo Công Nhân Giải Phóng, ra đời vào năm 1965 theo chỉ đạo của Đặc Khu ủy Sài Gòn – Gia Định. Tuy nhiên vừa hoạt động được hai năm thì buộc phải dừng lại do thành viên nòng cốt của Ban Biên tập bị bắt trong chiến tranh Việt Nam. Sau khi thống nhất đất nước, Báo Công Nhân Giải Phóng được tái lập và xuất bản liên tục trong 15 năm cho đến ngày 28 tháng 7 năm 1990 thì đổi tên thành Người Lao Động, ra mắt bản in định kỳ mỗi tuần, gồm 8 trang mỗi số.
Được xem là một trong những cơ quan truyền thông đầu tiên ở thành phố thực hiện cuộc cách mạng số hóa, ngày 27 tháng 7 năm 2001, ấn phẩm cho ra mắt trang tin trực tuyến và sau này nâng cấp lên thành báo điện tử. Ngày 28 tháng 7 năm 2022, Người Lao Động triển khai cổng thu phí đọc báo điện tử sau một tháng chạy thử nghiệm và ra mắt dịch vụ Podcast nhân dịp kỷ niệm 47 năm ngày thành lập báo. Cuối năm 2023, giao diện website tiếp tục cải thiện các vấn đề về trải nghiệm đọc, tăng lượng tương tác và tối ưu hóa thiết kế. Trụ sở hoạt động của tờ báo tại đường Võ Văn Tần, Quận 3 được xây dựng mang tổng diện tích 1.039 m² khánh thành vào năm 2012 với quy mô gồm 11 tầng nổi và hai tầng hầm.
Song hành với lĩnh vực truyền thông, Người Lao Động là đơn vị sáng lập nên Giải Mai Vàng nhằm tôn vinh các nghệ sỹ đã có những cống hiến tích cực cho nền văn hóa nghệ thuật Việt Nam kể từ năm 1991.

## Từ thiện

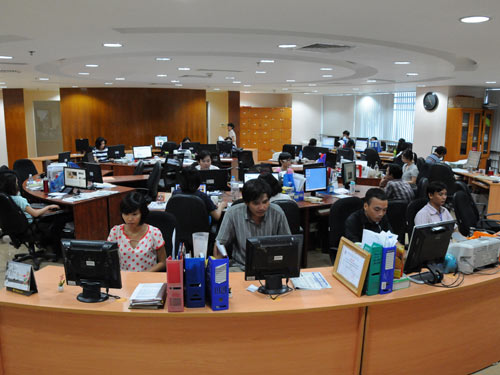
Một góc bên trong văn phòng tòa soạn báo vào năm 2017

Xuyên suốt khoảng thời gian hoạt động, tờ báo đã thực hiện nhiều chương trình thiện nguyện hướng về cộng đồng. Thời điểm đại dịch COVID-19 bùng nổ trên toàn thế giới, tháng 4 năm 2020, Người Lao Động đã triển khai ba cây "ATM thực phẩm miễn phí" tại Sài Gòn và Hà Nội để hỗ trợ người dân gặp khó khăn. Đến tháng 10 cùng năm, khi trận lũ lụt lịch sử càn quét khắp các tỉnh miền Trung, ấn phẩm mở cuộc vận động quyên góp hơn 3,7 tỉ đồng để cứu trợ các vùng chịu thiệt hại nặng nề nhất, đồng thời trao tặng gần 70 áo phao cứu hộ và 13 chiếc thuyền máy với tổng kinh phí 220 triệu đồng cho chính quyền địa phương 13 xã, thị trấn trên địa bàn huyện Phong Điền.
Trong năm 2021, khi đợt dịch COVID lần thứ 4 bùng phát tại Thành phố Hồ Chí Minh, ấn phẩm liên tiếp triển khai các hoạt động từ thiện trên quy mô lớn, trong đó chương trình "Tổ quốc cần, cả nước chung tay" và "Thực phẩm miễn phí cùng cả nước chống dịch" nhận được số hàng hóa, nhu yếu phẩm, vật phẩm y tế trị giá hơn 6 tỷ đồng, huy động được xấp xỉ 2,2 tỉ hỗ trợ 440 suất quà cho trẻ mồ côi có thân nhân qua đời vì dịch bệnh, riêng kinh phí hỗ trợ trong công tác phòng chống dịch của bạn đọc Báo Người Lao Động đã lên đến con số 500 triệu đồng. Bên cạnh đó, tờ báo cũng gửi tặng 100 thiết bị nghe sách nói và 100 gậy cho người khiếm thị, quyên góp 162 triệu đồng cho người dân chịu ảnh hưởng bởi lũ lụt trong tháng 11 tại tỉnh Bình Định, đồng thời trao tặng 10.000 lá cờ Tổ quốc cùng nhu yếu phẩm trị giá 450 triệu đồng cho các đồng bào và chiến sĩ vùng biên giới Tây Ninh. Cũng trong khoảng thời gian này, tờ báo chính thức tiếp nhận chương trình "Học bổng hỗ trợ học sinh - sinh viên người dân tộc thiểu số - học sinh nghèo", trao tặng hơn 2,1 tỉ đồng và 200 chiếc xe đạp cho học sinh có hoàn cảnh khó khăn.
Sau hơn ba năm triển khai dự án, chương trình "Một triệu lá cờ Tổ Quốc cùng ngư dân bám biển" nhằm mục đích bảo vệ chủ quyền biển đảo đã trao hơn 1,2 triệu lá cờ Tổ quốc cho ngư dân, vượt mục tiêu đặt ra trong năm 2022, đồng thời giành được hạng A Giải Báo chí Quốc gia 2019 và một năm sau đó thì đoạt hạng nhất Giải Báo chí Thành phố Hồ Chí Minh. Trong quý ba cùng năm, Người Lao Động tiếp tục trao tặng 150 suất học bổng và 50 chiếc xe đạp cho 200 học sinh nghèo hiếu học trên địa bàn tỉnh Trà Vinh, cùng với 240 suất học bổng cho con của gia đình công nhân, lao động Thành phố Hồ Chí Minh không có điều kiện kinh tế.

## Danh hiệu
| Quốc gia | Năm  | Giải thưởng                   | Ct.    |
| -------- | ---- | ----------------------------- | ------ |
| Việt Nam | 2006 | Huân chương Lao động hạng Nhì | [ 28 ] |